# Giải Vỏ Sò vàng
Giải Vỏ Sò vàng (tiếng Tây Ban Nha: Concha de Oro) là giải thưởng cao nhất của Liên hoan phim quốc tế San Sebastián trao cho các phim tranh giải. Giải này được lập năm 1957. Trước đó - năm 1953 và 1954 - giải thưởng cao nhất được gọi là Gran Premio (Giải thưởng lớn). Năm 1955 và 1956 thay bằng "Giải Vỏ Sò bạc". Từ năm 1980 tới 1984 là "Giải thưởng lớn của các nhà phê bình quốc tế".

## Các phim đoạt giải
| Năm  | Phim                                                                                       | Đạo diễn                           | Quốc gia                          |
| ---- | ------------------------------------------------------------------------------------------ | ---------------------------------- | --------------------------------- |
| 1953 | La Guerra de Dios                                                                          | Rafael Gil                         | Tây Ban Nha                       |
| 1954 | Sierra maldita                                                                             | Antonio del Amo                    | Tây Ban Nha                       |
| 1955 | Giorni d'amore                                                                             | Giuseppe de Santis                 | Ý                                 |
| 1956 | Il ferroviere                                                                              | Pietro Germi                       | Ý                                 |
| 1957 | Oh! Sabella (La nonna Sabella)                                                             | Dino Risi                          | Ý                                 |
| 1958 | Le coeur au poing                                                                          | Charles Binamé                     | Pháp                              |
| 1959 | The Nun's Story                                                                            | Fred Zinnemann                     | Hoa Kỳ                            |
| 1960 | Romeo, Juliet a Tma                                                                        | Jiri Weiss                         | Tiệp Khắc                         |
| 1961 | One-Eyed Jacks                                                                             | Marlon Brando                      | Hoa Kỳ                            |
| 1962 | Arturo's Island (L’isola di Arturo)                                                        | Damiano Damiani                    | Ý                                 |
| 1963 | Mafioso                                                                                    | Alberto Lattuada                   | Ý                                 |
| 1964 | America, America                                                                           | Elia Kazan                         | Hoa Kỳ                            |
| 1965 | Mirage Golden Queen (Zlatá reneta) (đồng hạng)                                             | Edward Dmytryk Otakar Vávra        | Hoa Kỳ Tiệp Khắc                  |
| 1966 | I Was Happy Here                                                                           | Desmond Davis                      | Vương quốc Anh                    |
| 1967 | Two for the Road                                                                           | Stanley Donen                      | Hoa Kỳ                            |
| 1968 | The Long Day’s Dying                                                                       | Peter Collinson                    | Vương quốc Anh                    |
| 1969 | The Rain People                                                                            | Francis Ford Coppola               | Hoa Kỳ                            |
| 1970 | Dead of Summer (Ondata di calore)                                                          | Nelo Risi                          | Ý                                 |
| 1971 | Claire's Knee (Le genou de Claire)                                                         | Eric Rohmer                        | Pháp                              |
| 1972 | The Glass House                                                                            | Tom Gries                          | Hoa Kỳ                            |
| 1973 | The Spirit of the Beehive (El espíritu de la colmena)                                      | Víctor Erice                       | Tây Ban Nha                       |
| 1974 | Badlands                                                                                   | Terrence Malick                    | Hoa Kỳ                            |
| 1975 | Poachers (Furtivos)                                                                        | José Luis Borau                    | Tây Ban Nha                       |
| 1976 | Queen of the Gypsies (Tabor ujodit v niebo)                                                | Emil Lotianu                       | Liên Xô                           |
| 1977 | An Unfinished Piece for a Player Piano (Neokonchennaya pyesa dlya mekhanicheskogo pianino) | Nikita Mikhalkov                   | Liên Xô                           |
| 1978 | The Illegal (Alambrista!)                                                                  | Robert M. Young                    | Hoa Kỳ                            |
| 1979 | A Sad Comedy (Ossenij marafon)                                                             | Gueorgui Danelia                   | Liên Xô                           |
| 1980 | Dyrygent                                                                                   | Andrzej Wajda                      | Ba Lan                            |
| 1981 | Storie di ordinaria follia                                                                 | Marco Ferreri                      | Ý                                 |
| 1982 | Demons in the Garden (Demonios en el jardín)                                               | Manuel Gutiérrez Aragón            | Tây Ban Nha                       |
| 1983 | Between Us (Coup de foudre)                                                                | Diane Kurys                        | Pháp                              |
| 1984 | Rumble Fish                                                                                | Francis Ford Coppola               | Hoa Kỳ                            |
| 1985 | Yesterday                                                                                  | Radoslaw Piwowarski                | Ba Lan                            |
| 1986 | Half of Heaven (La mitad del cielo)                                                        | Manuel Gutiérrez Aragón            | Tây Ban Nha                       |
| 1987 | Wedding in Galilee (Urs al-jalil)                                                          | Michel Khleifi                     | Palestine-Pháp-Bỉ                 |
| 1988 | On the Black Hill                                                                          | Andrew Grieve                      | Vương quốc Anh                    |
| 1989 | Homer and Eddie La nación clandestina (đồng hạng)                                          | Andrei Konchalovski Jorge Sanjinés | Hoa Kỳ Bolivia                    |
| 1990 | Letters from Alou (Las cartas de Alou)                                                     | Montxo Armendáriz                  | Tây Ban Nha                       |
| 1991 | Butterfly Wings (Alas de mariposa)                                                         | Juanma Bajo Ulloa                  | Tây Ban Nha                       |
| 1992 | A Place in the World (Un lugar en el mundo)                                                | Adolfo Aristarain                  | Argentina                         |
| 1993 | The Beginning and the End (Principio y fin) Sara                                           | Arturo Ripstein Dariush Mehrjui    | México Iran                       |
| 1994 | Running Out of Time (Días contados)                                                        | Imanol Uribe                       | Tây Ban Nha                       |
| 1995 | Margaret's Museum                                                                          | Mort Ransen                        | Canada-Vương quốc Anh             |
| 1996 | Bwana Trojan Eddie (đồng hạng)                                                             | Imanol Uribe Gillies Mackinnon     | Tây Ban Nha Ireland               |
| 1997 | The Swindle (Rien ne va plus)                                                              | Claude Chabrol                     | Pháp                              |
| 1998 | Wind with the Gone (El viento se llevó lo qué)                                             | Alejandro Agresti                  | Argentina-Hà Lan-Tây Ban Nha-Pháp |
| 1999 | What's Life? (C'est quoi la vie?)                                                          | François Dupeyron                  | Pháp                              |
| 2000 | The Ruination of Men (La perdición de los hombres)                                         | Arturo Ripstein                    | México-Tây Ban Nha                |
| 2001 | A Cab for Three (Taxi para tres)                                                           | Orlando Lübbert                    | Chile                             |
| 2002 | Mondays in the Sun (Los lunes al sol)                                                      | Fernando León de Aranoa            | Tây Ban Nha-Pháp-Ý                |
| 2003 | Gun-shy (Schussangst)                                                                      | Dito Tsintsadze                    | Đức                               |
| 2004 | Turtles Can Fly (Lakposhtha parvaz mikonand)                                               | Bahman Ghobadi                     | Iran-Irak                         |
| 2005 | Something Like Happiness (Štěstí)                                                          | Bohdan Sláma                       | Cộng hòa Séc                      |
| 2006 | Half Moon (Niwemang) Mon fils à moi (đồng hạng)                                            | Bahman Ghobadi Martial Fougeron    | Iran Pháp                         |
| 2007 | A Thousand Years of Good Prayers                                                           | Wayne Wang                         | Hoa Kỳ                            |
| 2008 | Pandora's Box (Pandoranin kutusu)                                                          | Yesim Ustaoglu                     | Thổ Nhĩ Kỳ-Pháp-Đức-Bỉ            |